# Deur Kothar

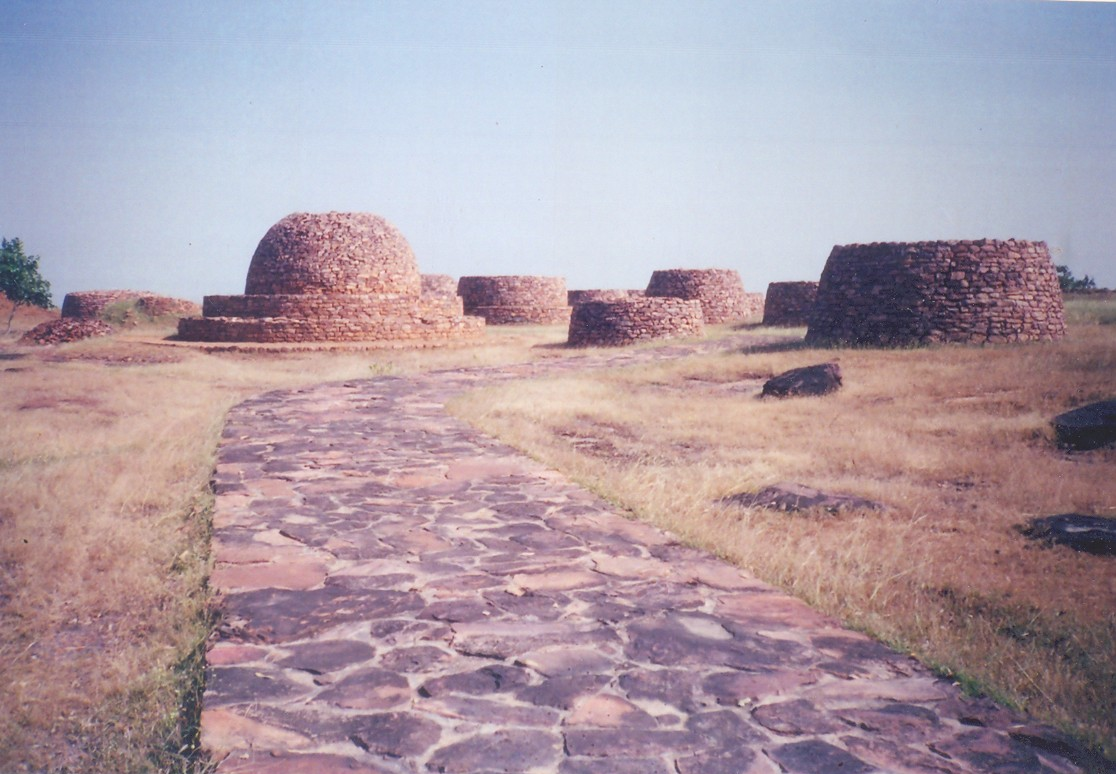
Deur Kothar – rekonstruierte Stupas

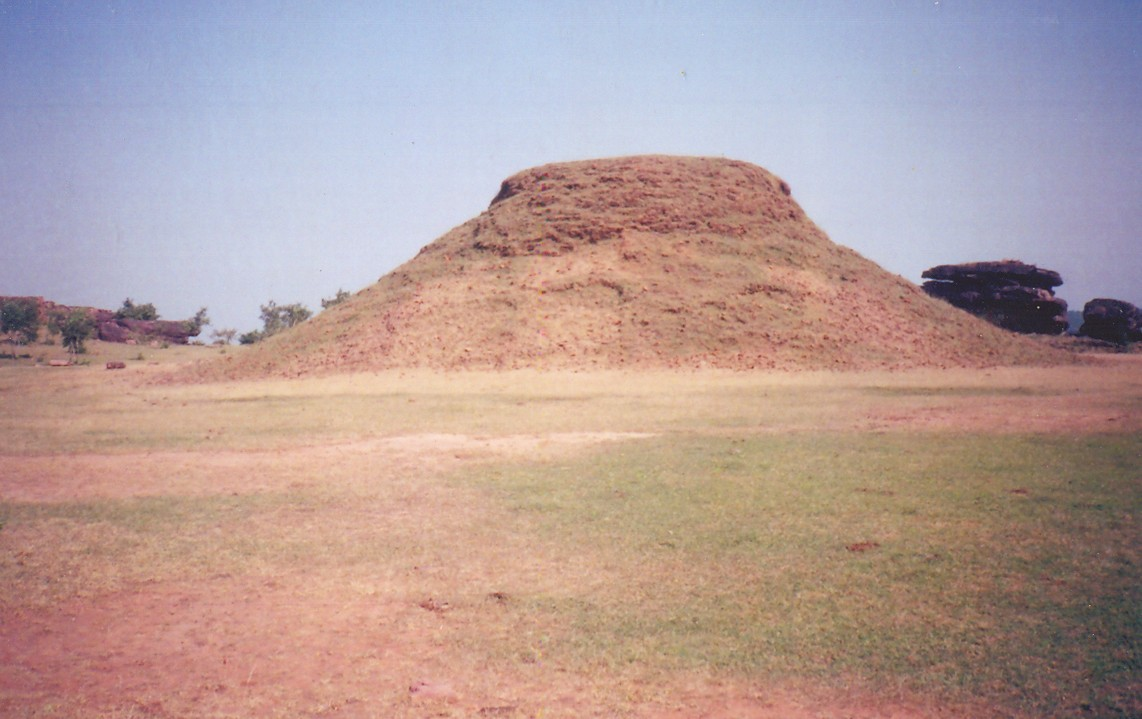
Deur Kothar – nicht rekonstruierter Stupa

Deur Kothar oder Deorkothar (Hindi: देउर कोठार) ist eine buddhistische Ruinenstätte im Norden des Distrikts Rewa in der historischen Region Baghelkhand im indischen Bundesstaat Madhya Pradesh.

## Lage
Die archäologische Stätte von Deur Kothar befindet sich ca. 3 km nordwestlich des Ortes Ghum nahe der Nationalstraße NH-30 etwa auf halbem Weg zwischen den Städten Rewa und Prayagraj.

## Geschichte
Die Stupas werden in das 3. oder 2. vorchristliche Jahrhundert datiert, also in die Zeit Kaiser Ashokas oder kurz danach. Es könnte sein, dass die Stätte bereits im 2. Jahrhundert im Auftrag des hinduistischen Herrschers Pushyamitra Shunga (reg. 189–145) aus der Shunga-Dynastie zerstört wurde, aber auch spätere Verwüstungen durch Menschenhand oder durch Naturgewalten sind denkbar. Erst im Jahr 1982 wurde die Stätte wiederentdeckt, erforscht und teilweise rekonstruiert.

## Architektur
Bedeutendste Bauten der Stätte sind etwa 12 rekonstruierte und mehrere unrestaurierte kreisrunde Stupas aus Ziegelsteinen; der höchste Bau dürfte eine Gesamthöhe von etwa 8 m erreicht haben. Wohnbauten der hier lebenden Mönche wurden nicht ergraben; es ist anzunehmen, dass die Mönche unter nahegelegenen Felsüberhängen oder in einfachen Hütten aus Lehm, Zweigen und Blättern lebten.

## Inschriftenpfeiler
Während der Ausgrabungen wurden zahlreiche Bruchstücke eines Inschriften-Pfeilers entdeckt, die jedoch nur unvollständig wieder zusammengesetzt werden konnten. Die erhaltenen Inschriften erwähnen die Namen mehrerer Lehrer und Schüler.

## Felsmalereien
Nahe der archäologischen Stätte befinden sich einige Felsmalereien mit buddhistischen Ornamenten.